# 马尔德伊
马尔德伊（法語：Mardeuil，法語發音：[maʁdœj]）是法国马恩省的一个市镇，属于埃佩尔奈区。

## 地理
马尔德伊（49°3'17"N, 3°55'50"E）面积9.19 平方千米，位于法国大東部大區马恩省，该省份为法国东北部内陆省份，北起阿登省，西北接埃纳省，西南接塞纳-马恩省，南至奥布省，东南接上马恩省，东临默兹省。
与马尔德伊接壤的市镇（或旧市镇、城区）包括：屈米耶尔、达姆里、埃佩尔奈、奥特维莱尔、沃谢讷。

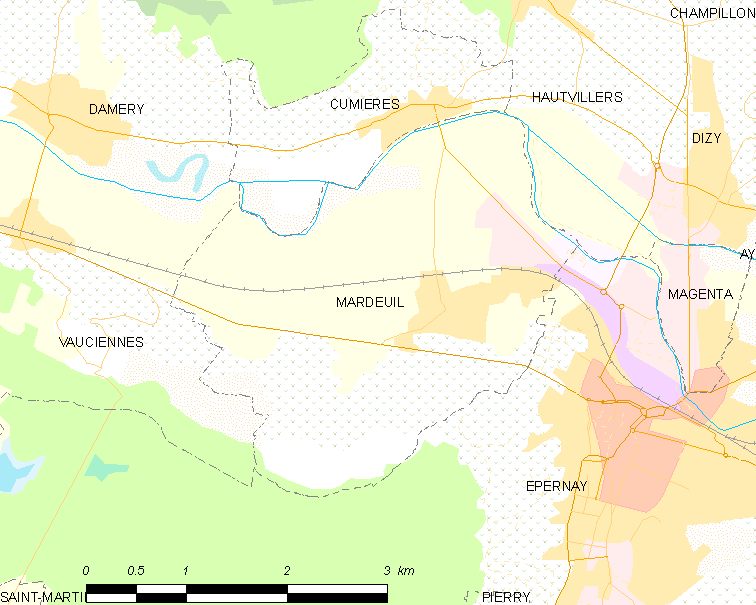
马尔德伊的OSM定位图

马尔德伊的时区为UTC+01:00、UTC+02:00（夏令时）。

## 行政
马尔德伊的邮政编码为51530，INSEE市镇编码为51344。

## 政治
马尔德伊所属的省级选区为埃佩尔奈第一县。

## 人口

1962-2008年间马尔德伊人口变化图示

马尔德伊于2022年1月1日时的人口数量为1463人。